# Praha 7
Praha 7 označuje jednotku několika způsobů členění hlavního města Prahy, které mají pokaždé jiné územní vymezení.
Městská část Praha 7 je jednotka místní samosprávy územně členěného statutárního města Prahy, která je spravována voleným zastupitelstvem, radou a úřadem městské části. Prahu 7 v tomto rozsahu tvoří části katastrálních území Holešovice, Bubeneč a Libeň.
Správní obvod Praha 7 je území, na kterém vykonává městská část Praha 7 (jednotka územní samosprávy) určitý rozsah státní správy v přenesené působnosti. Územně spadají do této kompetence úřadu městské části Praha 7 i městská část (a zároveň katastrální území) Praha-Troja.
Obvod Praha 7 je jednotka územního členění státu na podobné úrovni jako okres. Funguje na ní řada článků řízení z jiných než administrativně správních oblastí (např. Obvodní soud pro Prahu 7). Městský obvod Praha 7 tvoří městské části Praha 7 a Praha-Troja. Obvod se spádovým centrem v Holešovicích poprvé existoval v letech 1949–1960 jako jeden z 16 městských obvodů, podruhé byl v podobném vymezení ustaven zákonem o územním členění státu s účinností od 1. července 1960 jako jeden z 10 městských obvodů. Od roku 1990 byl předefinován výčtem městských částí, ale hranice území se oproti obvodu z roku 1960 podstatně nezměnily.

## Městská část Praha 7
Praha se člení na celkem 57 městských částí. Městské části poprvé stanovil s účinností od 24. listopadu 1990 dnes již zrušený zákon č. 418/1990 Sb., o hlavním městě Praze. Postavení a působnost městských částí v současné době upravuje zákon č. 131/2000 Sb., o hlavním městě Praze, zvláštní zákon a obecně závazná vyhláška č. 55/2000 Sb. hl. m. Prahy. Městská část je samostatný celek spravovaný voleným zastupitelstvem, radou a úřadem městské části. Stejně jako hlavní město Praha i každá městská část sama hospodaří s vlastním rozpočtem, který je sestavován individuálně dle potřeb dané městské části.
Zahrnuje téměř celé katastrální území Holešovice, asi polovinu katastrálního území Bubenče a malou část katastrálního území Libně. Do 31. prosince 1991 patřila k Praze 7 také jihozápadní (dolní) část katastrálního území Troja, která se od 1. ledna 1992 v rámci obvodu osamostatnila jako městská část Praha-Troja.
Rozkládá se severně od historického centra Prahy převážně na levém břehu Vltavy a uvnitř jejího velkého meandru, ale menší částí území zasahuje i na její pravý břeh. Je prodloužením centra Prahy a zahrnuje jak oblasti husté obytné a průmyslové městské zástavby, tak obchodní zóny a rozsáhlé parky a přírodní území (Letná, Stromovka, Troja se zoologickou a botanickou zahradou a přírodními rezervacemi). S centrem je spojena červenou linkou C pražského metra a systémem tramvají.
Od roku 2020 má Praha 7 vlastní radnici.

### Zastupitelstvo
| Koalice (18) | Opozice (11) | Opozice (11)          | Opozice (11)    |
| PRAHA 7 SOBĚ · PRAHA 7 SOBĚ · PRAHA 7 SOBĚ · PRAHA 7 SOBĚ · PRAHA 7 SOBĚ · PRAHA 7 SOBĚ · PRAHA 7 SOBĚ · PRAHA 7 SOBĚ · PRAHA 7 SOBĚ · PRAHA 7 SOBĚ · PRAHA 7 SOBĚ · PRAHA 7 SOBĚ · PRAHA 7 SOBĚ · PRAHA 7 SOBĚ · PRAHA 7 SOBĚ · PRAHA 7 SOBĚ · PRAHA 7 SOBĚ · PRAHA 7 SOBĚ | SPOLEČNĚ PRO PRAHU 7 (ODS a TOP 09) · SPOLEČNĚ PRO PRAHU 7 (ODS a TOP 09) · SPOLEČNĚ PRO PRAHU 7 (ODS a TOP 09) · SPOLEČNĚ PRO PRAHU 7 (ODS a TOP 09) · SPOLEČNĚ PRO PRAHU 7 (ODS a TOP 09) | ANO · ANO · ANO · ANO | Piráti · Piráti |

## Správní obvod Praha 7
Městská část Praha 7 vykonává některé přenesené působnosti státní správy i pro městskou část Praha-Troja. Území těchto dvou městských částí je tak společně jedním z 22 pražských správních obvodů podle systému zavedeného 1. ledna 2002, tzv. správním obvodem Praha 7.

## Obvod Praha 7

### V letech 1949–1960
Poprvé existoval obvod Praha 7 označený arabskou číslicí v rámci šestnáctiobvodového uspořádání Prahy v období 1. dubna 1949 – 30. června 1960 na základě vládního nařízení č. 79/1949 Sb. Tvořily jej část Holešovic-Buben, část Bubenče, část Libně a část Troje.
Základem obvodu Praha 7 byl dosavadní obvod Praha VII – Holešovice. Římské číslo VII. označovalo Holešovice-Bubny jako v pořadí sedmou část Královského hlavního města Prahy již po jejich připojení roku 1884, v systému členění Velké Prahy zavedeném k 17. lednu 1923 na základě vládního nařízení č. 7/1923 Sb. bylo toto tradiční označení čtvrti zahrnuto do číslování městských obvodů, avšak pouze formálně, protože centrální pražské obvody I.–VII. tvořily dohromady jeden volební obvod. Rok 1949 tak znamenal částečné obnovení samosprávy Holešovic-Bubnů po 61 letech. Podletenská část Bubnů však v roce 1949 připadla do obvodu Praha 1, zato k Praze 7 přibyla část Bubenče z dosavadního obvodu Praha XIX – Dejvice (zejména Stromovka i s Výstavištěm a bubenečská část Letné) a části Libně a Troji z dosavadního obvodu Praha VIII – Libeň.

### Od roku 1960
Od 11. dubna 1960 zákon č. 36/1960 Sb. vymezil v Praze 10 obvodů. Jedním z nich je i obvod Praha 7. Ten se výrazně neliší od obvodu Praha 7 v předchozím členění, Holešovice-Bubny však byly při té příležitosti přejmenovány na Holešovice a označení Bubny se začalo vytrácet z obecného povědomí. Protože je Praha 7 jedním ze 4 pražských centrálních obvodů, nedotklo se jí rozšiřování Prahy v letech 1960–1974. Od 24. listopadu 1990 do konce roku 1991 bylo území obvodu totožné s územím městské části Praha 7, k 1. lednu 1992 vznikla v severní části jeho území na pravém břehu Vltavy nová městská část Praha-Troja.